# De duivelse driehoek
De duivelse driehoek is het 2e stripverhaal van De Kiekeboes. De reeks wordt getekend door striptekenaar Merho.

## Verhaal
Na het lezen van een raadselachtige boodschap wordt Marcel Kiekeboe door het mysterie van de Bermudadriehoek achtervolgd. Timotheus Triangl heeft in deze driehoek de verzonken stad van Attallattanta en haar schatten vol goud ontdekt. Hij laat op mysterieuze wijze boten en vliegtuigen verdwijnen. Maar dan belanden Kiekeboe en zijn kinderen in Attallattanta en daar komt hij Napoleon Waterleau, een oude bekende, tegen.

## Achtergrond
Sommige dialogen in het begin van het verhaal zijn letterlijk overgenomen uit De Bermuda driehoek van Charles Berlitz, verschenen in 1974. In dit album maakt de booswicht Timotheus Triangl zijn debuut.

## Uitgavegeschiedenis
Het verhaal werd van 2 juni tot en met 15 september 1977 voorgepubliceerd in de krant Het Laatste Nieuws.